# Ernst Petersen

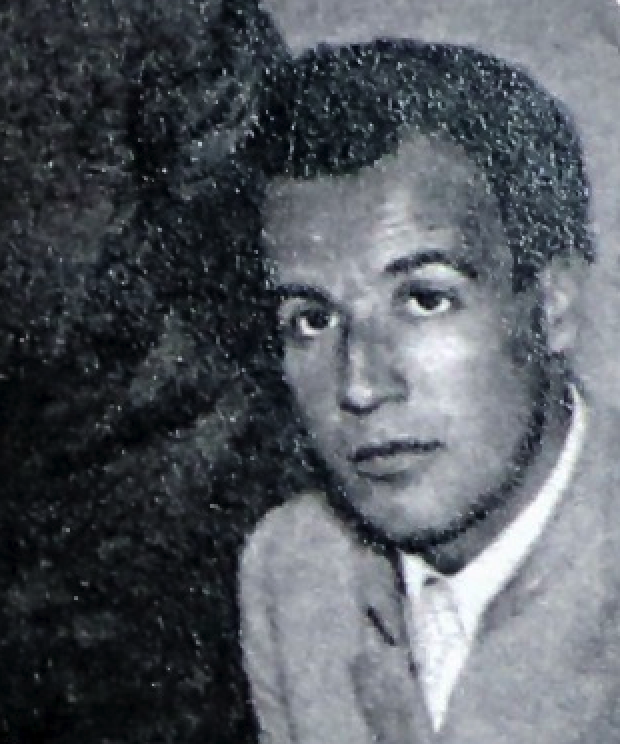
Ernst Petersen anlässlich der Verleihung des Großen Staatspreises der Preußischen Akademie der Künste für Architekten, 1937

Ernst Petersen (* 6. Juni 1906 in Freiburg im Breisgau; † 30. März 1959 in Ihringen) war ein deutscher Architekt und Schauspieler. Obwohl Petersen als Architekt sehr erfolgreich war und mehrere seiner Bauten heute unter Denkmalschutz stehen, erlangte er größere Bekanntheit in der kurzen Zeit als Darsteller in Arnold Fancks Bergfilmen an der Seite von Leni Riefenstahl.

## Jugend, Ausbildung und Wirken
Petersen war ein Neffe des Regisseurs Arnold Fanck und wirkte in jugendlichen Jahren in mehreren seiner Filme an der Seite von Leni Riefenstahl und Ernst Udet mit. Ebenfalls über Fancks Filmtätigkeit war Petersen mit seinem Kollegen im Architektenfach, Luis Trenker, verbunden.
Petersen studierte zunächst Naturwissenschaften, dann auch Architektur in München, Berlin, Freiburg und Stuttgart. Das naturwissenschaftliche Studium beendete er 1931 mit der Promotion zum Dr. phil., sein Architekturstudium bei Clemens Holzmeister, als dessen Mitarbeiter er in Ankara beim Aufbau der neuen türkischen Hauptstadt tätig war. 1933 arbeitete er kurzfristig in einer Arbeitsgemeinschaft mit Wilhelm Kreis und Alfred Fischer an Entwürfen für eine Thingstätte auf der Elisenhöhe am Mittelrhein. Ab Mitte der 1930er Jahre arbeitete er mit Walter Köngeter zusammen. Die Architektengemeinschaft wurde nach dem Zweiten Weltkrieg wieder aufgenommen.
Petersen war seit 1935 mit Hugo Henkels Tochter Elisabeth verheiratet. Viele Aufträge erhielt Petersen daraufhin von dem Chemieunternehmen Henkel, für das er auch noch nach dem Zweiten Weltkrieg mehrere Siedlungsprojekte verwirklichte. Bereits in den 1930er Jahren war Petersen ein vielbeschäftigter Architekt; neben Industriebauten errichtete er Krankenhäuser und Bürogebäude, aber auch Wohnhäuser wie in den Jahren 1935 und 1936 die Villa Riefenstahl in Berlin-Schmargendorf für die damals gefeierte Regisseurin. Schon 1936/1937 konnte er sich ein eigenes großes Haus in Berlin-Dahlem erbauen, mit angeschlossenen Arbeitsräumen und einem Bildhaueratelier für seine Frau Lisa.
Von 1941 bis zu seinem Tod hatte er einen Sitz im Beirat bei Henkel, in derselben Zeit – mit einer Unterbrechung von 1947 bis 1953 – auch im Aufsichtsrat; in beiden Gremien war er stellvertretender Vorsitzender.
Die Kunstsammlerin Anette Brandhorst und die Fotografin und Künstlerin Ursula Schulz-Dornburg sind die Töchter aus Petersens Ehe mit Elisabeth Henkel.

## Architektonische Werke (Auswahl)

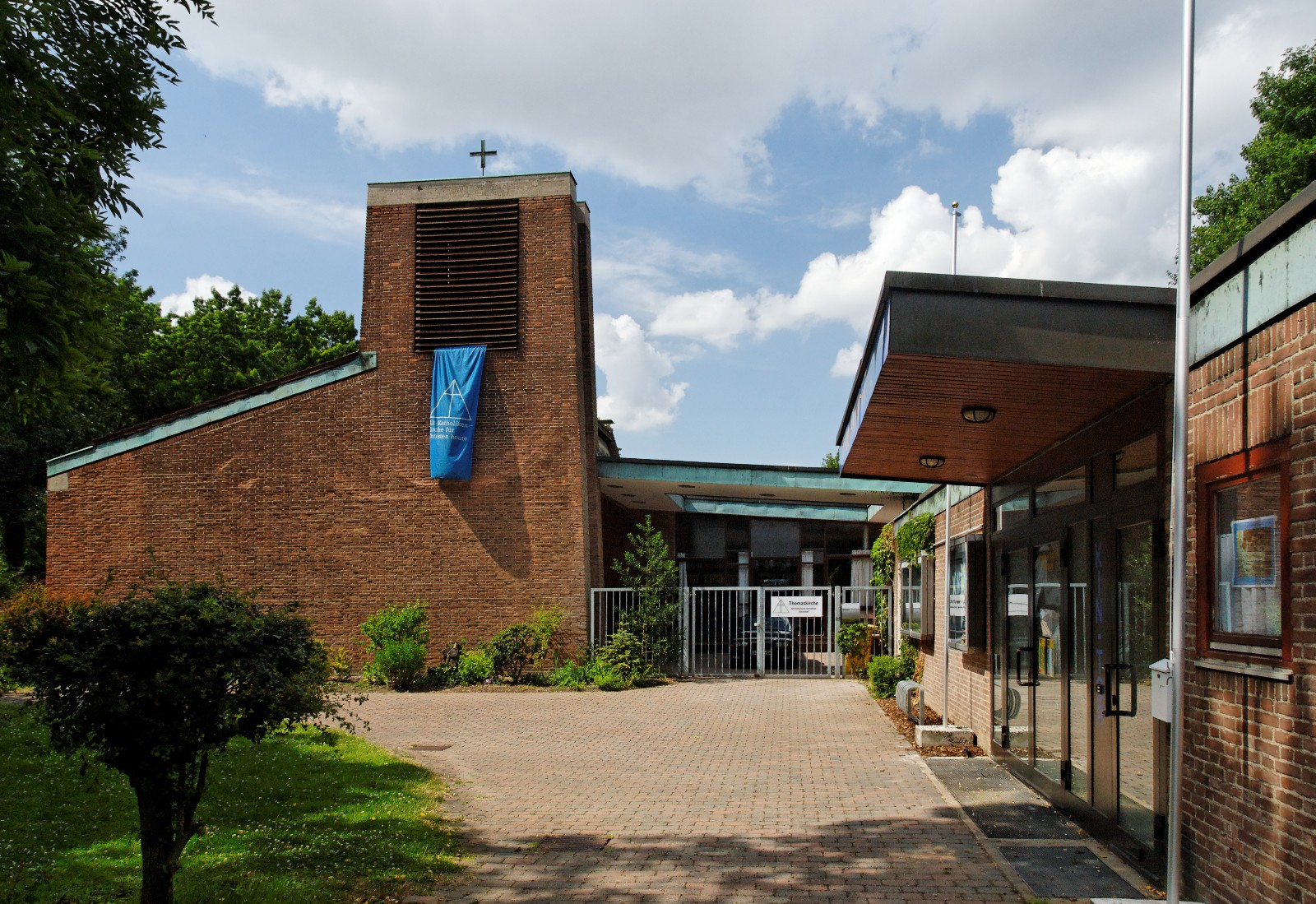
Thomaskirche Düsseldorf

- 1936: Villa Riefenstahl in Berlin-Schmargendorf
- 1937: Haus Petersen in Berlin-Dahlem, Wohn- und Atelierhaus für den Architekten selbst
- 1937: Musterhaus in der Golzheimer Siedlung auf der Reichsausstellung Schaffendes Volk in Düsseldorf (mit Walter Köngeter)
- 1937: Clubhaus des Golfclubs Gütermann in Gutach
- 1949: Werkswohnungen für Henkel in Düsseldorf-Reisholz
- 1953: Henkel-Siedlung I in Düsseldorf-Holthausen (mit Walter Köngeter)
- 1955: Gymnasium Am Bonneshof in Düsseldorf-Golzheim (mit Walter Köngeter)
- 1955: Humboldt-Gymnasium in Düsseldorf (mit Walter Köngeter)
- 1955: evangelische Klarenbachkirche in Düsseldorf (mit Walter Köngeter)
- 1956: Persil-Schule in München (mit Walter Köngeter)
- 1958: evangelische Klarenbachkapelle (heute Thomaskirche) in Düsseldorf-Reisholz (mit Walter Köngeter)
- 1958: Henkel-Siedlung II in Düsseldorf-Holthausen, am Elbroichpark (mit Walter Köngeter)

## Filmografie
- 1926: Der heilige Berg
- 1928: Der Kampf ums Matterhorn
- 1929: Die weiße Hölle vom Piz Palü
- 1930: Stürme über dem Mont Blanc

## Auszeichnungen
- 1937: Großer Staatspreis der Preußischen Akademie der Künste für Architekten.